# Cecilia Ștefănescu
Cecilia Ștefănescu (née le 6 juillet 1975 à Bucarest) est une romancière roumaine.

## Biographie
Cecilia Ștefănescu est née le 6 juillet 1975 à Bucarest. Elle sort diplômée du lycée Gheorghe Lazăr en 1993 et de la faculté de lettres de l'Université de Bucarest en 1997.
Cecilia Ștefănescu est mariée au poète Florin Iaru.

## Activités littéraires
Cecilia Ștefănescu a commencé ses activités littéraires dans le groupe "Litere" dirigé par Mircea Cărtărescu.
En 2002, Cecilia Ștefănescu a publié son premier roman, Legături bolnăvicioase, qui est un succès en Roumanie. Le roman est adapté au cinéma en 2006 par Tudor Giurgiu.

## Œuvres publiées en français
- L’Après-midi de Sal[5], traduit par Laure Hinckel, in Douze écrivains roumains, Les Belles Étrangères, éd. L’Inventaire, 2005
- Liaisons morbides, traduit par Laure Hinckel, Éditions Phébus, 2006